# Ja chudeju
Ja chudeju (Я худею) è un film del 2018 diretto da Aleksej Nužnyj.

## Trama
Anya è una ragazza sulla ventina, che lavora in una pasticceria. È fidanzata con Zenya, un ragazzo molto attento alla linea, che gradualmente si stanca di lei perché inizia ad ingrassare. Entrambi invitati ad un matrimonio, lei si accorge di essere ingrassata perché i vestiti di qualche mese prima non le stanno più e Zenya va alla festa senza di lei. Qualche ora dopo, Anya vede in una foto su Instagram che il suo fidanzato si lascia baciare sulla guancia da una ragazza e si presenta precipitosamente al matrimonio, dove lui trova la scusa per lasciarla.
Triste e affranta, Anya si presenta dalla sua migliore amica Natasha, che la invita a iniziare una dieta e ad andare in palestra; lei però non riesce a fare progressi, perché non sa rinunciare al cibo. Allora si presenta a un gruppo di aiuto per chi soffre di disturbi alimentari e uno dei componenti, Kolya, le propone di iniziare un percorso insieme.
Anya allora inizia a perdere dei chili, ma lo fa soltanto per avere l'approvazione di Zenya, che nel frattempo si è fidanzato con un'altra ragazza.
Sua madre le dice che questa ricerca di approvazione potrebbe essere dovuta all'abbandono di suo padre Sergey quando lei era piccola, quindi Anya intraprende un viaggio con Kolya per ritrovarlo. Quando finalmente lo trovano, la ragazza chiede al padre perché non abbia voluto essere partecipe della sua vita e lui le risponde solo che una volta aveva trovato il coraggio di parlarle, ma lei l'aveva mandato via in malo modo. Quella notte, per sbaglio Anya fa cadere una candela e la casa va a fuoco; Sergey, infuriato, caccia sia lei che Kolya, e così i due ragazzi tornano in città. Una volta lì, Zenya le si riavvicina e i due finiscono per fare l'amore. Kolya, che nel frattempo aveva comprato dei fiori per dichiararsi ad Anya, li scopre e va via profondamente deluso. Il mattino seguente Zenya fa i complimenti alla sua ex fidanzata, dicendole che sta molto meglio ora che è dimagrita, e Anya capisce che lui non l'ha mai amata per davvero e che non vuole avere una relazione incerta come quella. Dopo essersene andata, Anya incontra nuovamente suo padre e finalmente si riappacifica con lui, per poi recarsi dalla sua amica Natasha, venendo a sapere che lei e suo marito hanno avuto una discussione. Le due amiche allora si consolano a vicenda e Anya si presenta a una maratona, certa che lì vi troverà Kolya; il ragazzo infatti si trova lì per dimenticarsi di lei, ma Anya gli chiede scusa e lo convince a partecipare alla maratona. I due vincono la gara e, felice, Kolya bacia Anya, dichiarandole il suo amore. Anya capirà che l'importante è essere soddisfatti della propria persona e finalmente fa pace con sé stessa.